# Oerstedia nigra
Oerstedia nigra är en djurart som tillhör fylumet slemmaskar, och som först beskrevs av Riches 1893.  Oerstedia nigra ingår i släktet Oerstedia och familjen Oerstediidae. Inga underarter finns listade i Catalogue of Life.